# Buder-Höhe

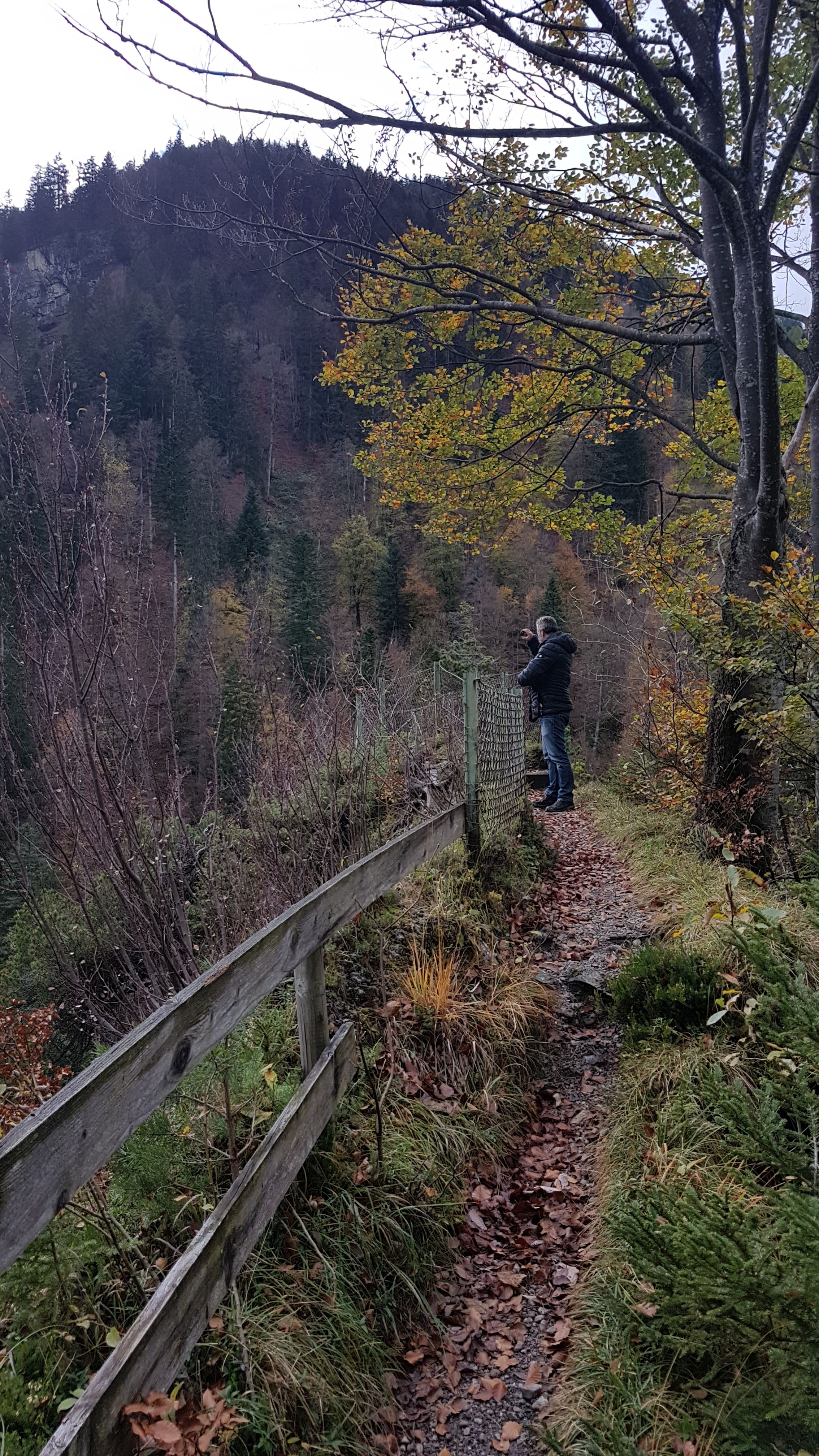
Blick auf die Buder-Höhe

Die Buder-Höhe ist ein Aussichtspunkt im Nenzinger Himmel. Der Aussichtspunkt Buder-Höhe (auch: Buderhöhe, Budershöhe bzw. Griegerle) befindet sich in der Marktgemeinde Nenzing (Vorarlberg) in der Mengschlucht im Gamperdonatal. Von diesem Aussichtspunkt ist ein besonderer Blick auf den Nenzinger Himmel und auf die etwa 100 Meter tiefer liegende Meng in der Mengschlucht sowie auf den etwa 60 bis 140 Meter entfernten Gampfall gegeben (Mündung des Gampbachs in die Meng).

## Name
Der Aussichtspunkt wurde 1900 nach Cornelius Buder benannt, zusammen mit Broeg einer der beiden Gründungsmitglieder der Sektion Nenzing des Österreichischen Alpenvereins. Diese entschied sich, den Aussichtspunkt zu Ehren des Engagements von Buder nach ihm zu benennen. Cornelius Buder wurde 1838 in Augsburg geboren und verstarb 1924 in Bludenz. Er war Miteigentümer der Weberei und Spinnerei in Thüringen bei Bludenz, die vom Kraftwerk Schwartzbach alimentiert wurde.

## Lage
Der Aussichtspunkt liegt etwa 55 Meter Luftlinie in Richtung Westen vom Gamerdonaweg entfernt auf einem Felssporn auf etwa 857 m ü. A. Dieser ist von drei Seiten durch teilweise sehr steil abfallendes Gelände von der Umgebung abgegrenzt, weshalb er auch als Kanzel bezeichnet werden kann. Der Gamperdonaweg ist für den öffentlichen Verkehr grundsätzlich ab der Mautstelle Stellfeder gesperrt. Zu Fuß sind es von der Mautstelle Stellfeder bis zur Buder-Höhe ca. 30 bis 45 Minuten Gehzeit (rund 2 Kilometer).
Etwa 160 Meter Luftlinie südöstlich taleinwärts (Richtung Nenzinger Himmel) liegt am Gamperdonaweg die Parzelle Budershöfle (auf etwa 880 m ü. A.).

## Geologie
Vom Aussichtspunkt sind geologische Formationen, unter anderem zwei frühglaziale Talfüllungen im Bereich der Einmündung des Gampbaches sowie beim Eckskopf (1563 m ü. A.) zu sehen. Beim Eckskopf findet eine sogenannte Bergzerreißung statt. Taleinwärts der Buder-Höhe sind dickbankige „ältere Konglomerate“ aus der Riss-Eiszeit an der Ostseite des Mengbaches zu finden, welche die Basis etwa 20 Meter über dem Bachbett haben. Auf der Westseite finden sich die „jüngeren Konglomerate“ aus der Würm-Eiszeit.